# Blăjani (gmina)
Blăjani – gmina w Rumunii, w okręgu Buzău. Obejmuje miejscowości Blăjani i Sorești. W 2011 roku liczyła 1132 mieszkańców.